# Donax trifasciatus
Donax trifasciatus is een tweekleppigensoort uit de familie Donacidae. De wetenschappelijke naam is gepubliceerd in 1758 door Linnaeus in de tiende editie van Systema naturae.